# Galerie Maeght
 (janvier 2014).
Si vous disposez d'ouvrages ou d'articles de référence ou si vous connaissez des sites web de qualité traitant du thème abordé ici, merci de compléter l'article en donnant les références utiles à sa vérifiabilité et en les liant à la section « Notes et références ».
La galerie Maeght est une galerie d'art, située 42, rue du Bac, à Paris 7e. Elle est spécialisée dans l'art moderne et contemporain. 
Depuis son ouverture en 1945, la galerie Maeght expose les plus grands artistes du XXe siècle ainsi que de nombreux artistes contemporains. À la même adresse, on retrouve également un espace librairie où sont disponibles des lithographies, des eaux fortes, des livres de bibliophilie, la revue Derrière Le Miroir et d'autres produits édités par les éditions Maeght, et réalisés à l'imprimerie ARTE.
La galerie Maeght est affiliée à la Chambre Syndicale de l’Estampe, du Dessin et du Tableau (CSEDT).

## Historique
Aimé Maeght vit à Cannes, il peint et travaille dans la publicité (imprimerie) pour gagner sa vie. Il se marie avec Marguerite Devaye en 1928. En 1936, Marguerite ouvre un magasin de décoration et de radio, qui se transforme peu à peu en galerie d'art. Sous l'Occupation, le couple rencontre de nombreux artistes contemporains réfugiés dans le sud de la France. En 1943, les Maeght déménagent de Cannes à Saint-Paul-de-Vence.
La galerie Maeght à Paris ouvre rue de Téhéran en octobre 1945 avec une exposition sur Matisse. Bonnard, Braque, Marchand, Rouault, Baya y exposent symboliquement ensemble en 1946, puis la galerie organise l'exposition Le Surréalisme en 1947. En 1949, Andry-Farcy expose sa collection d'art abstrait du musée de Grenoble lors de l'exposition Les Premiers maîtres de l'art abstrait organisée par les Maeght.
En 1956, Paule et Adrien Maeght ouvrent leur propre galerie au 42, rue du Bac à Paris, avec une exposition d’Alberto Giacometti. La nouvelle génération d’artistes « Maeght » y est exposée : Kelly, Cortot, Bazaine, Derain, Tal-Coat, Palazuelo, Chillida, Ubac, Fiedler. Ils sont rejoints dès 1966 par Bacon, Riopelle, Tàpies, Rebeyrolle, Bury, Adami, Monory. 
En 1964, Adrien Maeght crée l’imprimerie ARTE en plein Paris, où sont réalisées depuis toutes les éditions Maeght. Avec plus de 12 000 titres publiés, Maeght Éditeur est reconnu comme le plus important éditeur de lithographies et de gravures au monde. 
La fondation Maeght est fondée en 1964. Il s'agit alors du premier musée d'art contemporain financé par des fonds privés. André Malraux déclare lors de son inauguration « Ceci n’est pas un musée, car vous avez tenté de résumer l’amour ». 
Lors de la FIAC 2018, la galerie Maeght a exposé Marco Del Re dans le Peninsula à Paris. 
Aujourd’hui, la galerie Maeght et les éditions sont dirigées par Isabelle Maeght. Les expositions permettent aux visiteurs et aux collectionneurs de retrouver les œuvres d’artistes historiques tels Miró, Calder, Braque, Matisse, Chagall, Tàpies, Chillida… et de découvrir les œuvres de Gasiorowski, Rebeyrolle, Monory, Del Re, Depin, Doerflinger, Couturier, Levy…

### L'imprimerie ARTE
En 1964, Adrien Maeght rachète l'imprimerie de photoptypie Duval, 13, rue Daguerre, qui devient l'imprimerie ARTE-Adrien Maeght où il regroupe différents ateliers d'impression. Les artistes peuvent utiliser à l'imprimerie ARTE les ateliers de lithographie, gravure, phototypie, offset, typographie, photocomposition. Toutes ces techniques sont utilisées notamment pour  les éditions Maeght : livres, catalogues d'expositions, affiches, livres de bibliophilie, lithographies et eaux-fortes originales.
Grâce à l'imprimerie ARTE, la librairie Maeght offre un choix de plus de 2 000 lithographies et gravures originales. Cette librairie spécialisée présente également une très large sélection de monographies, de catalogues français et étrangers, d'affiches, de reproductions ainsi que des éditions extérieures.

### Artistes présentés en permanence
- Valerio Adami
- Philippe Agostini
- Jean-Michel Alberola
- Pierre Alechinsky
- Edward Allington
- Nicolas Alquin
- Karel Appel
- Eduardo Arroyo
- Vasco Ascolini
- Nasser Assar
- Francis Bacon
- Julius Baltazar
- Roberto Barni
- Daniel Barraco
- Jean Bazaine
- Jean Bertholle
- Thierry Bisch
- Jean-Charles Blais
- Jean-Luc Blanc
- François Bouillon
- Georges Braque
- Franco Bratta
- Jose Manuel Broto
- Pol Bury
- Alexander Calder
- Jorge Camacho
- Jean Capdeville
- César
- Marc Chagall
- Champion Métadier
- Charo
- Eduardo Chillida
- Jean Cortot
- Jose Luis Cuevas
- Vincent de Marly
- Richard Deacon
- Marco Del Re
- Gilles Delmas
- Hélène Delprat
- Patrick Depin
- Pierre Dmitrienko
- Eugène Dodeigne
- Luc Doerflinger
- Domoto
- François Fiedler
- Jean-Michel Folon
- Lars Fredrikson
- Gérard Fromanger
- Claude Garache
- Olivier Garand
- Joanet Gardy Artiguas
- Gasiorowski
- Jacques Germain
- Mimo Germana
- Alberto Giacometti
- Jean-Marie Girard
- Luis Gordillo
- Xavier Grau
- Selma Gürbüz
- Hans Hartung
- Ramon Herreros
- Alexandre Herrou
- Bill Holst
- Rebeca Horn
- François Houdart
- Françoise Huguier
- Jacno
- Vassily Kandinsky
- Ellsworth Kelly
- Zoltán Kemény
- Joël Kermarrec
- Alain Kirili
- Per Kirkeby
- Konrad Klapheck
- Peter Klasen
- Peter Knapp
- Piotr Kowalski
- Aki Kuroda
- Jacques Lagrange
- Titouan Lamazou
- François Lamore
- Dany Lartigue
- Warja Lavater
- Xavier Lavictoire
- Louis Le Brocquy
- Loïc Le Groumellec
- Alain Le Yaouanc
- Young Boo Lee
- Leepa
- Fernand Léger
- Ra'anan Levy
- Richard Lindner
- Christina Ljubanovic
- Roberto Llimos
- Dan Mac Cleary
- François Martin
- Jacques Martinez
- Titina Maselli
- Raymond Mason
- Mauduit
- Jean Messagier
- Jean-Michel Meurice
- Joan Miró
- Joan Mitchell
- Alain Moitrier
- Jacques Monory
- Philippe Moutard-Martin
- Max Neumann
- Oh Sufan
- Pablo Palazuelo
- Jean-Luc Parant
- Titi Parant
- Pasini
- Michel Pelloille
- Rita Perraudin
- Philippe Perrin
- Jaume Plensa
- Jacques Poli
- Kenneth Poulsen
- Clovis Prévost
- Bernard Quentin
- Paul Rebeyrolle
- Antonio Recalcati
- Carl Fredrik Reuterswärd
- Édouard Righetti
- Jean-Paul Riopelle
- Jacques Robert
- Paul Rotterdam
- Guy de Rougemont
- Holton Rower
- Camille Saint Jacques
- Satish Sharma
- Antonio Saura
- Ernst Scheidegger
- Thomas Schliesser
- Jose-Maria Sicilia
- Jean Signovert
- Claude Simon
- Ferdinand Springer
- Peter Stämpfli
- Saul Steinberg
- Walter Stohrer
- Keiichi Tahara
- Takis
- Pierre Tal Coat
- Andrea Tana
- Antoni Tapies
- Hervé Télémaque
- Dominique Thiolat
- Walasse Ting
- Gérard Titus-Carmel
- Roland Topor
- Paul Tourenne
- Tumuc Humac
- Raoul Ubac
- Manolo Valdes
- Bram Van Velde
- Geer Van Velde
- Vladimir Veličković
- Gilles Voisin
- Jan Voss
- Georges Wolinski
- Yan Pei-Ming
- Jack Youngerman
- Ysan
- Léon Zack
- Zao Wou Ki
- Franco Zecchin
- Pierre Zucchelli

## Publications
- Le Surréalisme en 1947 : Catalogue of the Exposition Internationale du Surréalisme, Paris, Galerie Maeght, 1947 (présentation en ligne)
- Broto (es) (préf. Didier Ottinger) (Exposition. Paris. Galerie Maeght. 1986), 1986 (SUDOC 023515163).